# Dickens (Texas)
Dickens város az Amerikai Egyesült Államok Texas államában, Dickens megyében, melynek megyeszékhelye. Lakosainak száma 219 fő (2020. április 1.).

## Népesség
A település népességének változása:

| 2010 | 286 |
| 2020 | 219 |